# دیو استودارد
دیوید استودارد یک بازیکن فوتبال آمریکایی است که در لیگ ملی فوتبال (NFL) برای تیم دنور برانکوز سابقه بازی دارد. او در دانشگاه تگزاس نیز بازی می‌کرد.
پسر استودارد، کیسی، راه پدرش را دنبال کرد و در تگزاس فوتبال بازی می‌کرد. او سپس به بازی خود را در NFL برای تیم هیوستون تکسانز ادامه داد.